# 国民統一連合
国民統一連合（リトアニア語: Tautos vienybės sąjunga）は、リトアニアの政党。党首はアルギマンタス・マトゥレヴィチュス。
2011年、市民民主党 (PDP) が再編され、国民統一連合が結党された。2012年の国会議員選挙ではリトアニア中道党 (LCP) 、リトアニア社会民主連合 (LSDS) 、民族主義連合とともに選挙連合「リトアニアにおいてリトアニアのために」を組んだものの、議席獲得には至らなかった。
2023年、政党登録を失った。